# Opteron
Opteron er AMD's linje af x86-64 serverprocessorer.
- Wikimedia Commons har flere filer relateret til Opteron

| Hardware | Spire Denne artikel om computere og anden hardware er en spire som bør udbygges. Du er velkommen til at hjælpe Wikipedia ved at udvide den. |